# Cipreses
Cipreses è un distretto della Costa Rica facente parte del cantone di Oreamuno, nella provincia di Cartago.